# Paul Mauk
Paul Gottfried Ernst Mauk (* 19. Juli 1900 in Waldkirch/Breisgau; † 7. Juni 1915) war der jüngste gefallene deutsche Kriegsfreiwillige des Ersten Weltkriegs. Er fiel auf der Lorettohöhe/Nordfrankreich in der Nähe von Arras.

## Leben und Sterben

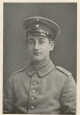
Paul Mauk

Paul Mauk wurde am 19. Juli 1900 als sechstes von acht Kindern geboren. Sein Vater Karl stammte aus Schwaben und war Buchhalter bei Gütermann in Gutach/Elztal. Seine Mutter Friederike, geb. Poppen, kam aus Friesland. Nach drei Jahren Volksschule in Waldkirch besuchte Mauk als Externer die Realschule des Waldkircher Internats. Im Jahr 1911 zog die Familie nach Freiburg/Breisgau, wo Paul Mauk, zusammen mit seinem ein Jahr älteren Bruder Walther, das Realgymnasium Freiburg besuchte, er wollte Arzt werden. Sein Lieblingsbuch war Felix Dahns historischer Roman Ein Kampf um Rom.
Bei Kriegsausbruch im August 1914 meldete sich das Brüderpaar freiwillig, beide erhielten den Schein „Kriegsverwendungsfähig  für alle Waffen“. Paul Mauk war überdurchschnittlich groß für sein Alter, so konnte der 14-jährige Obertertianer Soldat werden. Die Brüder begannen ihren Dienst am 1. Oktober im Rekrutendepot IX in Freiburg. In der Kompanie, der Paul zugeteilt wurde, galt er als der beste Schütze.
Der Versuch eines Vorgesetzten, die beiden Brüder über eine Abkommandierung zu einem Hornistenlehrgang in der Heimat zu behalten, scheiterte am Widerspruch der Brüder, die „sehr energisch“ auf ihrem Kriegsfreiwilligeneinsatz bestanden. Am 1. März 1915 wurden die Brüder dem 5. Badischen Infanterie-Regiment Nr. 113, 4. Kompanie, zugeteilt, in die ihre beiden älteren Brüder, Karl und Fritz, bereits eingezogen waren. Am 9. Mai 1915 begannen die französischen Truppen einen Großangriff, der zur drei Monate andauernden Lorettoschlacht wurde. Paul Mauk wurde durch einen Granatsplitter am Kopf verwundet. Nach acht Tagen verließ er heimlich das Feldlazarett und ging zu seiner 4. Kompanie zurück. Am 28. Mai löste das Inf.Rgt. 113 Teile des Inf.Rgt. 112 ab, das unter starkem Feuer lag. Am Abend des 6. Juni wurde Paul Mauk durch eine Granate schwer verwundet. Er starb am Morgen des 7. Juni 1915, noch keine 15 Jahre alt, sein Bruder Walther war bei ihm. Paul Mauk wurde auf dem Soldatenfriedhof Lens begraben.

## Propagandistische Instrumentalisierung
Am 11. Juni 1939 wurde die damalige Grund- und Hauptschule in Waldkirch nach dem von der NS-Propaganda gefeierten Schüler in Paul-Mauk-Schule umbenannt. 1946 erhielt die Volksschule den Namen Schwarzenbergschule Waldkirch. Heute erinnert eine Gedenktafel vor der Schule an diese Episode der Schulgeschichte.